# Henri Joseph de Lannoy
Pour les articles homonymes, voir Lannoy (homonymie).
 (septembre 2024).
Henri-Joseph de Lannoy (également Henricus Josephus de Lannoy) 1712 - c. 1795, était un luthier flamand et un artisan d'instruments à cordes, violons, altos et violoncelles. Ses instruments sont reconnus comme des exemples emblématiques de la lutherie flamande du XVIIIe siècle, caractérisés par un travail raffiné et un vernis jaune doré.

## Biographie
Henri-Joseph de Lannoy est né en 1712 à Lille, fils de Charles de Lannoy et de Marie-Antoinette Bougard, et a grandi dans une famille profondément impliquée dans l'art de la lutherie. À l'âge de 18 ans, il commence comme apprenti luthier à Borgendael, à Bruxelles. Après avoir terminé son apprentissage, de Lannoy a travaillé dans plusieurs villes, dont Bruxelles, Gand et La Haye. Il a successivement voyagé à Rotterdam, Anvers et Mons, tout en approfondissant ses connaissances en lutherie. De temps à autre, il retournait à Bruxelles, où il s'est finalement installé avec son frère Jean-Joseph-André de Lannoy en 1767.
L'habileté exceptionnelle et la réputation de de Lannoy lui ont permis d'obtenir un poste prestigieux à la Cour de Bruxelles. Il commença à y travailler vers 1784, comme le suggère une lettre qu'il envoya au Conseil des finances dans le but de reprendre le poste de feu E. Michiels. Dans cette même lettre, il écrit qu’il est luthier depuis plus de 50 ans. À la mort de Michiels, le célèbre Henri-Jacques de Croes recommanda vivement de Lannoy au Conseil des Finances ; il le qualifie comme : « ... seul et unique bon ouvrier dans ce genre de métier que je connaisse... ». Il sera employé par la Cour jusqu'en 1794, devenant le dernier luthier de la Chapelle royale des Pays-Bas autrichiens.